# Mistrzostwa Świata w Kolarstwie Torowym 1901
9. Mistrzostwa Świata w Kolarstwie Torowym odbyły się w stolicy Cesarstwa Niemieckiego - Berlinie. 

## Medaliści

### Mężczyźni
| Konkurencja                              | Złoto              | Srebro           | Brąz             |
| ---------------------------------------- | ------------------ | ---------------- | ---------------- |
| Sprint indywidualny amatorów             | Émile Maitrot      | Rudolf Vejtruba  | Heinrich Struth  |
| Wyścig ze startu zatrzymanego amatorów   | Heinrich Sievers   | Bruno Salzmann   | Alfred Görnemann |
| Sprint indywidualny zawodowców           | Thorvald Ellegaard | Edmond Jacquelin | Guus Schilling   |
| Wyścig ze startu zatrzymanego zawodowców | Thaddäus Robl      | Piet Dickentman  | Fritz Ryser      |

## Klasyfikacja medalowa
| Miejsce | Państwo              |   |   |   | Razem |
| ------- | -------------------- | - | - | - | ----- |
| 1.      | Cesarstwo Niemieckie | 2 | 1 | 2 | 5     |
| 2.      | Francja              | 1 | 1 | 0 | 2     |
| 3.      | Dania                | 1 | 0 | 0 | 1     |
| 4.      | Austro-Węgry         | 0 | 1 | 0 | 1     |
| 5.      | Szwajcaria           | 0 | 0 | 1 | 1     |